# Ona de matèria

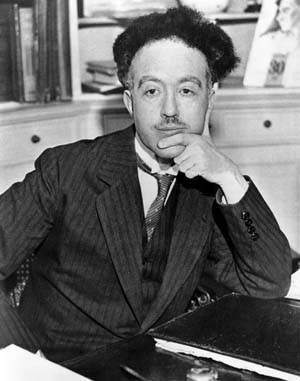
Louis-Victor-Pierre-Raymond de Broglie (1892–1987)

La teoria de les ones de matèria fa referència a la hipòtesi formulada pel físic francès, Louis-Victor de Broglie (1892-1987) el 1924, en la qual afirmava que:
 Tota la matèria presenta característiques tant ondulatòries com corpusculars comportant-se d'una manera o altra depenent de l'experiment específic.
Per postular aquesta propietat de la matèria De Broglie es va basar en l'explicació de l'efecte fotoelèctric, que poc abans havia donat Albert Einstein suggerint la naturalesa quàntica de la llum. Per Einstein, l'energia transportada per les ones lluminoses estava quantitzada, distribuïda en petits paquets energia o quants de llum, que més tard serien anomenats fotons, i l'energia depenia de la freqüència de la llum a través de la relació: {\displaystyle E=h\nu \;}, on {\displaystyle \nu \;} és la freqüència de l'ona lluminosa i {\displaystyle h\ \;} la constant de Planck. Albert Einstein proposava d'aquesta forma, que en determinats processos les ones electromagnètiques que formen la llum es comporten com corpuscles. De Broglie es va preguntar que per què no podria ser de manera inversa, és a dir, que una partícula material (un corpuscle) pogués mostrar el mateix comportament que una ona.
El físic francès va relacionar la longitud d'ona, λ (lambda) amb la quantitat de moviment de la partícula, mitjançant la fórmula:{\displaystyle \lambda ={\frac {h}{mv}}}
on  λ  és la longitud de l'ona associada a la partícula de massa  m  que es mou a una velocitat  v , i  h  és la constant de Planck. El producte {\displaystyle mv\ \;} és també el mòdul del vector {\displaystyle {\vec {p}}}, o  quantitat de moviment  de la partícula. Veient la fórmula s'aprecia fàcilment, que a mesura que la massa del cos o la seva velocitat augmenta, disminueix considerablement la longitud d'ona.
Aquesta hipòtesi es va confirmar tres anys després per als electrons, amb l'observació dels resultats de difracció d'electrons en dues investigacions independents. A la Universitat d'Aberdeen, George Paget Thomson va passar un feix d'electrons a través d'una prima placa de metall i va observar patrons de difracció que coincidien amb la predicció de De Broglie. En els Laboratoris Bell dels Estats Units, Clinton Joseph Davisson i Lester Halbert Germer van llançar electrons contra la superfície d'un monocristall de níquel, els quals es difractaven per reflexió (experiment de Davisson-Germer) confirmant plenament la hipòtesi de De Broglie.
L'equació de De Broglie es pot aplicar a tota la matèria. Els cossos macroscòpics, també tindrien associada una ona, però, atès que la seva massa és molt gran, la longitud d'ona resulta tan petita que en ells es fa impossible apreciar les seves característiques ondulatòries.
De Broglie va rebre el Premi Nobel de Física el 1929 per aquesta hipòtesi. Thomson i Davisson van compartir el Nobel de 1937 pel seu treball experimental.